# Heloiza Pereira
Heloiza Lacerda Pereira (Belo Horizonte, 2 de novembro de 1990), é uma jogadora brasileira de vôlei que atua como atacante.
Heloiza começou a jogar vôlei aos doze anos, por orientação de uma professora de educação física da escola que frequentava. Depois de ter jogado em vários clubes brasileiros, ela participou de vários campeonatos nacionais e internacionais.
Seu primeiro clube profissional foi o Mackenzie EC, em Belo Horizonte, na temporada 2007/08. Depois jogou pelo EC Pinheiros, São Bernardo Vôlei e Osasco Voleibol Clube. Com o Osasco alcançou o terceiro lugar no Mundial de Clubes de 2011. Suas próximas paradas foram no clube israelense Hapoel Kirjat Ata e no Luso/Preve/Concilig, no Brasil. Em 2012, se juntou ao time alemão Bundesliga VfB 91 Suhl. Com o clube, ela terminou em décimo lugar na temporada 2012-13 da Bundesliga. No Brasil, foi então ativa na Associação Luso Brasileira de Bauru e na Uniara de Araraquara. Na temporada 2015/16, levou a Associação Rio do Sul Vôlei aos playoffs da Superliga Brasileira. Depois jogou na Indonésia pelo Gresik Petrokimia. Na temporada 2016/17, foi campeã brasileira com o Sesc RJ. Depois disso, ela voltou para Bauru. Em 2018, ela foi contratada pelo clube francês Pays d'Aix Venelles Volley Ball. Um ano depois, ela se mudou dentro da liga para o Municipal Olympique Mougins Volley Ball. Então mudou-se para o USC Munster, da Bundesliga alemã. Em janeiro de 2021, Lacerda sofreu uma ruptura no tendão de Aquiles no jogo contra o Allianz MTV Stuttgart e ficou de fora pelo restante da temporada. Para a temporada 2021/22, mudou-se para a Grécia, para o AO Lamia 2013.

## Clubes
| Clube                      | De         | Até       |
| -------------------------- | ---------- | --------- |
| Clube Olímpico             | 2006-2007  | 2006-2007 |
| Clube Esportivo Mackenzie  | 2007-2008  | 2009-2010 |
| São Bernardo               | 2010-2011  | 2010-2011 |
| Grêmio de Volei Osasco     | 2011-2012  | 2011-2012 |
| VfB Suhl                   | 2012-2013  | 2012-2013 |
| Volei Bauru                | 2013-2013  | 2013-2013 |
| Uniara                     | 2013-2014  | 2014-2015 |
| Rio do Sul                 | 2015-2016  | 2015-2016 |
| Gresik Petrokimia          | março 2016 | maio 2016 |
| Rio de Janeiro Volei Clube | 2016-2017  | 2016-2017 |
| Volei Bauru                | 2017-2018  | 2017-2018 |
| PA Venelles                | 2018-2019  | 2018-2019 |
| Voleibol MO Mougins        | 2019-2020  | 2019-2020 |
| USC Munster                | 2020-2021  | …         |

## Prêmios
- Mundial de Clubes
  - Finalista: 2017
- Campeonato Sul-Americano de Clubes
  - Vencedora: 2017
- Campeonato Brasileiro
  - Vencedora: 2017
- Copa do Brasil
  - Vencedora: 2017
- Supercopa do Brasil
  - Vencedora: 2016